# Laloșu
Laloșu – wieś w Rumunii, w okręgu Vâlcea, w gminie Laloșu. W 2011 roku liczyła 1041 mieszkańców.